# Бабаджанов, Бахтияр Мираимович
Бахтияр Мираимович Бабаджанов (узб. Baxtiyor Bobojonov; род. 16 мая 1958, Коканд, Ферганская область) — узбекский историк и религиовед, доктор исторических наук, старший научный сотрудник Института востоковедения имени Абу Райхана Беруни, профессор Ташкентского исламского университета.

## Биография
Родился 16 мая 1958 года в Коканде, Ферганская область, Узбекская ССР. В 1980—1986 годах обучался в Ташкентском государственном университете в области истории и востоковедения. В 1996 году защитил диссертацию «Политическая деятельность шейхов Накшбандийа в Мавераннахре (I половина XVI в.)» и получил учёную степень кандидата исторических наук.
В 1986—1991 годах работал заведующим отделом эпиграфических и арабских документов в Институте реставрации архитектурных памятников в Ташкенте. В 1991—1998 годах работал заведующим отделом исламоведения в Института востоковедения имени Абу Райхана Беруни Академии наук Узбекистана, с 1999 года старший научный сотрудник там же.
С 2000 года является профессором Ташкентского исламского университета. В 2007 году защитил диссертацию «Кокандское ханство: власть, политика, религия» и получил учёную степень доктора исторических наук.

## Научная деятельность
Область научных интересов: история суфизма в Центральной Азии, исламская политика Российской империи в Центральной Азии, ислам в бывшем СССР, современный ислам, в том числен джихадизм.